# Ghiacciaio Splettstoesser
Il ghiacciaio Splettstoesser (in inglese: Splettstoesser Glacier) è un ampio ghiacciaio lungo circa 60 km situato sulla costa di Zumberge, nella parte occidentale della Terra di Ellsworth, in Antartide. In particolare, il ghiacciaio, il cui punto più alto si trova a circa 1.600 m s.l.m., si trova nella parte settentrionale della dorsale Patrimonio, nelle Montagne di Ellsworth. Da qui, esso fluisce in direzione est-nord-est a partire dal pianoro presente a sud della scarpata dei Fondatori, scorrendo attraverso l'intera dorsale Patrimonio, passando a sud del massiccio Anderson, fino ad unire il proprio flusso a quello del ghiacciaio Minnesota. Prima di incontrare il flusso del Minnesota, al flusso del ghiacciaio Splettstoesser si unisce quello di diversi altri ghiacciai suoi tributari, tra cui, da ovest a est, il Dobbratz, il Balish, il Rennell e lo Schmidt, che gli si uniscono da sud, e il Grimes, che gli si unisce da nord-est.

## Storia
Il ghiacciaio Splettstoesser è stato mappato da una spedizione inviata nelle montagne di Ellsworth dall'Università del Minnesota nella stagione 1961-62. La stessa spedizione ha poi così battezzato il ghiacciaio in onore di un suo membro, il geologo statunitense John F. Splettstoesser.